# Hadès
Hadès (fr. Collines Hadès) – grupa wzgórz na północy kanadyjskiej prowincji Quebec, w regionie Nord-du-Québec. Wzgórza te osiągają wysokość ok. 600 m n.p.m. Ciągną się przez 12 km wzdłuż wschodnich brzegów rzeki George, 6 km od ujścia do niej rzeki Falcoz.
Wzgórza zostały po raz pierwszy zbadane i nazwane „Hades Hills” w 1905 roku przez Amerykankę Minę Benson Hubbard. Ponury krajobraz zachmurzonego nieba i ciemnych, niedostępnych wzgórz skojarzył jej się z podziemną krainą Hadesa z mitologii greckiej. W 1912 roku wzgórza znalazły się w granicach prowincji Quebec (dotychczas stanowiły część Terytoriów Północno-Zachodnich), a w 1945 roku quebecka Commission de géographie zaakceptowała nazwę „Collines Hadès” na określenie tych wzgórz.